# 메도그고산밭쥐
메도그고산밭쥐 또는 모퉈고산밭쥐(Neodon medogensis)는 비단털쥐과에 속하는 설치류의 일종이다. 티베트에서 발견된다. 완모식표본의 머리부터 몸까지 길이는 110mm, 꼬리 길이는 44mm이고, 몸무게는 39.2g이다. 종소명 "메도겐시스(medogensis)"는 모식 산지 모퉈 현(메도그)을 의미하는 라틴어에서 유래했다.